# Bổ đề Shephard
Bổ đề Shephard (còn gọi là Bổ đề McKenzie) là mệnh đề liên quan đến hành động tối thiểu hóa chi tiêu của người tiêu dùng (hay hộ gia đình). Đây là phương pháp để tìm lựa chọn tối ưu lượng hàng hóa cho phép tối thiểu hóa chi phí (mức chi tiêu) mà vẫn đạt được một mức thỏa dụng nhất định, khi giá cả cố định.

## Giả thiết
- Giá cả hàng hóa cố định
- Mức thỏa dụng đã xác định
- Đường bàng quan lồi

## Nội dung
Có thể tìm được lượng cầu bằng cách vi phân hàm chi tiêu theo giá cả. Lượng cầu này gọi là cầu Hicks (đặt tên theo học giả kinh tế người Anh John Richard Hicks).
Ký hiệu:
- {\displaystyle e(p,u)} là hàm chi tiêu
- p là giá cả
- u là mức thỏa dụng
- {\displaystyle h_{i}(u,p)} là cầu Hicks đối với hàng hóa {\displaystyle i}

Bổ đề Shephard khi đó có thể biểu diễn bằng công thức sau:
{\displaystyle h_{i}(u,p)={\frac {\partial e(p,u)}{\partial p_{i}}}}